# قانون رده‌های کامپیوتری بل
قانون رده‌های کامپیوتری بل که توسط گوردون بل در سال ۱۹۷۲ بیان شد، توضیح می‌دهد که چگونه انواع سیستم‌های محاسباتی (که به عنوان رده‌های کامپیوتری شناخته می‌شوند) شکل می‌گیرند، تکامل می‌یابند و ممکن است در نهایت از بین بروند. رده‌های کامیپوتری جدید، کاربردهای جدیدی ایجاد می‌کنند که منجر به بازارهای جدید و صنایع جدید می‌شود.

## توصیف
بل این قانون را تا حدی نتیجه قانون مور می‌داند که می‌گوید «تعداد ترانزیستورهای هر تراشه، هر ۱۸ ماه دو برابر می‌شود». بر خلاف قانون مور، یک رده کامپیوتری جدید معمولاً مبتنی بر اجزایی با هزینه کم‌تر است به طوریکه ترانزیستورها یا بیت‌های کمتری را بر روی یک سطح مغناطیسی دارند. تقریباً هر دهه یک رده جدید شکل می‌گیرد. همچنین یک دهه زمان می‌برد تا چگونگی شکل گرفتن ، تکامل یافتن و امکان ادامه یافتن این رده را متوجه شویم. پس از شکل‌گیری، ممکن است یک رده با ارزش پایین‌تر در عملکرد خود تکامل پیدا کند تا آن رده موجود را تصرف و مختل کند. این تکامل باعث شده‌است تا خوشه‌های مقیاس پذیری از کامپیوترهای شخصی (با ۱ تا هزار کامپیوتر)، محدوده قیمت و عملکرد استفاده از یک کامپیوتر شخصی را، از طریق رایانه‌های بزرگ، در بر بگیرند و به بزرگ‌ترین ابر رایانه‌های در حال حاضر تبدیل شوند. خوشه‌های مقیاس پذیر در اواسط دهه ۱۹۹۰ به یک رده جهانی تبدیل شدند. در سال ۲۰۱۰، خوشه‌های متشکل از حداقل یک میلیون کامپیوتر مستقل، بزرگ‌ترین خوشه جهان را تشکیل داد.
تعریف: تقریباً هر دهه یک رده کامپیوتری جدید و ارزان‌تر بر اساس یک پلتفرم برنامه‌نویسی، شبکه و رابط جدید شکل می‌گیرد که منجر به کاربرد جدید و ایجاد صنعت جدیدی می‌شود.
کامپیوترهای تأسیس شده رده بازار، با نام پلتفرم‌ها معرفی می‌شوند و با افزایش عملکرد (با هدف کاهش هزینه منحنی یادگیری) و قیمت تقریباً ثابتی به تکامل خود ادامه می‌دهند. همچنین آن‌ها براساس قانون مور هستند که بیان می‌کند ترانزیستورهای بیشتر در هر تراشه، یا بیت‌های بیشتر در واحد سطح می‌دهد، یا عملکرد را در هر سیستم افزایش می‌دهد. تقریباً هر دهه، پیشرفت تکنولوژی در نیمه هادی‌ها، ذخیره‌سازی‌ها، شبکه‌ها و رابط‌ها، باعث می‌شود تا یک رده کامپیوتری جدید و ارزان‌تر، با نام پلتفرم، شکل بگیرد و نیاز جدیدی را که توسط دستگاه‌های کوچکتر ایجاد می‌شود، پاسخ دهد. مانند ترانزیستورهای کمتر در هر تراشه، ذخیره‌سازی ارزان‌تر، نمایشگرها، ورودی/خروجی، شبکه، و رابط منحصر به فرد با افراد یا برخی دیگر از روش‌ها یا منابع پردازش اطلاعات. سپس هر رده جدید با قیمت پایین‌تر، به عنوان یک صنعت و بازار شبه مستقل تأسیس و حفظ می‌شود. همانطورکه در بالا در قسمت خوشه‌های کامپیوتری توضیح داده شد، چنین رده ای به احتمال زیاد تکامل می‌یابد تا جایگزین رده یا رده‌های موجود شود.

## رده‌های کامپیوتری که منطبق با قانون هستند
- رایانه‌های بزرگ (دهه ۱۹۶۰)
- کامپیوترهای کوچک (دهه ۱۹۷۰)[۳][۴]
- کامپیوترهای شخصی و ایستگاه‌های کاری در حال تبدیل به شبکه که توسط شبکه محلی یا اترنت ایجاد شدند. (دهه ۱۹۸۰)
- ساختارهای کلاینت - سرور مرورگر وب که توسط اینترنت ایجاد شدند. (دهه ۱۹۹۰)
- رایانش ابری، مثل، سرویس‌های وب آمازون (۲۰۰۶) یا مایکروسافت آژر (۲۰۱۲)
- دستگاه‌های دستی از مدیا پلیرها و تلفن‌های همراه تا تبلت‌ها، مثل، کرتیو تکنولوژی، آی‌پاد، بلک‌بری، آی‌فون، تلفن هوشمند، آمازون کیندل، آی‌پد (۲۰۰۰–۲۰۱۰)
- شبکه‌های حسگر بی‌سیم (WSN) که امکان اتصال حسگر و عملگر و تحول اینترنت اشیا را فراهم می‌کند. (۲۰۰۵)

در آغاز دهه ۱۹۹۰، یک رده از کامپیوترهای مقیاس پذیر یا مگاسرورها، اقدام به پوشاندن و جایگزینی رایانه‌های بزرگ، رایانه‌های کوچک و ایستگاه‌های کاری کردند تا به بزرگ‌ترین کامپیوترهای دنیا تبدیل شوند. در زمانی که برای محاسبات علمی به کار گرفته شوند، یک ابررایانه نامیده می‌شوند.

## تاریخچه
قانون رده‌های کامپیوتر بل و تشکیل رده برای اولین بار در سال ۱۹۷۰، با معرفی تجهیزات دیجیتال PDP-11 mini ذکر شد تا آن را از بزرگ رایانه‌ها و میکروهای در حال ظهور متمایز کند. این قانون در سال ۱۹۷۲ توسط گوردون بل توصیف شد. ظهور و مشاهده یک رده جدید و کم هزینه ای از میکروکامپیوترها، که براساس ریزپردازنده بود، باعث ایجاد قانونی شد که بل آن را در مقالات و کتاب خود شرح داده‌است.

## سایر قوانین صنعت کامپیوتر
قانون مور و قانون متکالف از جمله قوانین دیگری هستند که صنعت کامپیوتر را توصیف می‌کنند.